# Huang Yong
Huang Yong, född 18 november 1974 i Henan, död 26 december 2003, var en kinesisk seriemördare som 2001-2003 dödade ett flertal personer och som i slutet av 2003 dömdes till döden. Gripandet föregicks av att den då sextonåriga pojken Zhang Liang gått till polisen och berättat hur Yong gett honom ett erbjudande om arbete och därpå bjudit hem honom till sin lägenhet. Där hade Yong försökt att strypa honom. Pojken lyckades dock fly och berättade sen för polisen.